# Rząd Konga
Rząd Konga (Rada Ministrów) – jeden z organów władzy wykonawczej Republiki Konga; kolegialny centralny organ władzy państwowej. Obecny rząd został zaprzysiężony 24 września 2022 roku. Na czele rządu stoi premier, Anatole Collinet Makosso.

## Skład rządu
| Zdjęcie | Funkcja                                                                                    | Imię i nazwisko                            |
| ------- | ------------------------------------------------------------------------------------------ | ------------------------------------------ |
|         | Premier                                                                                    | Anatole Collinet Makosso                   |
|         | Minister stanu ds. Administracji Państwowej, Pracy i Bezpieczeństwa Socjalnego             | Firmin Ayessa                              |
|         | Minister stanu ds. Handlu, Zaopatrzenia i ds. Konsumentów                                  | Claude Alphonse Nsilou                     |
|         | Minister stanu ds. Gruntów Publicznych                                                     | Pierre Mabiala                             |
|         | Minister stanu ds. Przemysłu Wydobywczego i Geologii                                       | Pierre Oba                                 |
|         | Minister stanu ds. Rozwoju Terytorialnego, Infrastruktury i Utrzymania Dróg                | Jean-Jacques Bouya                         |
|         | Minister Spraw Zagranicznych, Frankofonii i ds. Diaspory                                   | Jean-Claude Gakosso                        |
|         | Minister Spraw Wewnętrznych, Bezpieczeństwa i Porządku Publicznego                         | Raymond Zéphirin Mboulou                   |
|         | Minister Obrony Narodowej                                                                  | Charles Richard Mondjo                     |
|         | Minister Sprawiedliwości, ds. Praw Człowieka oraz Rdzennej Ludności                        | Angel Aimé Bininga                         |
|         | Minister Zdrowia i Ludności                                                                | Gilbert Mokoki                             |
|         | Minister Środowiska, Zrównoważonego Rozwoju i Dorzecza Konga                               | Arlette Soudan-Nonault                     |
|         | Minister Kultury, Turystyki i Sztuki                                                       | Lydie Pongault                             |
|         | Minister Kontroli Państwa i Administracji Publicznej                                       | Jean-Rosaire Ibara                         |
|         | Minister Rolnictwa, Hodowli i Rybołówstwa                                                  | Paul Valentin Ngobo                        |
|         | Minister Gospodarki i Finansów                                                             | Jean-Baptiste Ondaye                       |
|         | Minister ds. Węglowodorów                                                                  | Bruno Jean-Richard Itoua                   |
|         | Minister Łączności i ds. Mediów, Rzecznik Rządu                                            | Thierry Moungalla                          |
|         | Minister ds. Specjalnych Stref Ekonomicznych i Dywersyfikacji Gospodarczej                 | Jean-Marc Thystère-Tchicaya                |
|         | Minister Transportu, Lotnictwa Cywilnego i Marynarki Handlowej                             | Honoré Sayi                                |
|         | Minister Leśnictwa                                                                         | Rosalie Matondo                            |
|         | Minister Współpracy Międzynarodowej                                                        | Denis Christel Sassou-Nguesso              |
|         | Minister Planowania, Statystyki i Integracji Regionalnej                                   | Ingrid Olga Ghislaine Ebouka-Babackas      |
|         | Minister Gospodarki Rzecznej i Żeglugi Śródlądowej                                         | Guy Georges Mbaka                          |
|         | Minister Budownictwa, Urbanistyki i Mieszkalnictwa                                         | Josué Rodrigue Ngouonimba                  |
|         | Minister Energetyki i Hydrauliki                                                           | Émile Ouosso                               |
|         | Minister Sportu i Młodzieży, Edukacji Obywatelskiej, Edukacji Zawodowej i Zatrudnienia     | Hugues Ngouélondélé                        |
|         | Minister Rozwoju Przemysłu i Promocji Sektora Prywatnego                                   | Nicéphore Antoine Thomas Fylla Saint-Eudes |
|         | Minister Małych i Średnich Przedsiębiorstw i Rzemiosła                                     | Jacqueline Lydia Mikolo                    |
|         | Minister Szkolnictwa Wyższego, Badań Naukowych i Innowacji Technologicznych                | Edith Delphine Emmanuelle                  |
|         | Minister Kształcenia Technicznego i Zawodowego                                             | Ghislain Thierry Manguessa Ebome           |
|         | Minister Edukacji Przedszkolnej, Podstawowej, Średniej i Analfabetyzmu                     | Jean Luc Moutou                            |
|         | Minister Poczt, Telekomunikacji i E-gospodarki                                             | Léon Juste Ibombo                          |
|         | Minister ds. Promocji i Integracji Kobiet                                                  | Inès Nefer Ingani                          |
|         | Minister Budżetu Publicznego                                                               | Ludovic Ngatse                             |
|         | Minister Spraw Społecznych i Akcji Humanitarnych                                           | Irene Mboukou                              |
|         | Minister delegat przy premierze ds. reformy państwa                                        | Luc Joseph Okio                            |
|         | Minister delegat przy Ministrze Spraw Wewnętrznych ds. Decentralizacji i Rozwoju Lokalnego | Juste Désiré Mondele                       |